# Chloropoea pseudolucretia
Chloropoea pseudolucretia är en fjärilsart som beskrevs av Georges Bernardi 1965. Chloropoea pseudolucretia ingår i släktet Chloropoea och familjen praktfjärilar. Inga underarter finns listade i Catalogue of Life.